# Италија на Европском првенству у атлетици у дворани 1973.
Италија је  учествовала на 4. Европском првенству у атлетици у дворани 1973. одржаном у Ротердаму, (Холандија), 10. и 11. марта. Репрезентацију Италије у њеном четвртом учешћу на европским првенствима у дворани представљао је 10 спортиста (7 мушкраца и 3 жене) који су се такмичили у 7 дисциплина: 4 мушке и 3 женске.
На овом првенству Италија је освојила  једну златну медаљу. Освојио ју је Ренато Дионизи победивиши у скоку мотком новим личним рекордом 5,40 метара, чиме је изједначио рекорд европских ппрвентата у дворани који је држао Волфганг Нордвиг из Источне Немачке. Са једном освојеном медаљом и 8 бодова је на табели освајача медаља делила 9. место са Југославијом, Уједињеним Краљевством и Мађарском  од 16 земаља које су имале представнике у финалу.
У табели успешности према броју и пласману такмичара који су учествовали у финалним такмичењима (првих 8 такмичара) Италија је са 3 учесника у финалу освојила  15. место са 12 бодоваа, од 22 земље које су у финалу имале представнике. , Једино Данска и Исланд нису имали ниједног финалисту.
| Плас. | Земља   | 1. место | 2. место | 3. место | 4. место | 5. место | 6. место | 7. место | 8. место | Бр. финал. - Бод. |
| ----- | ------- | -------- | -------- | -------- | -------- | -------- | -------- | -------- | -------- | ----------------- |
| 15.   | Италија | 1 − 8    | −        | −        | −        | −        | 1 − 3    | −        | 1 − 1    | 3 − 12            |

## Учесници
| Бр. | Дисциплина   | Мушкарци                        | Жене              | Укупно |
| --- | ------------ | ------------------------------- | ----------------- | ------ |
| 1.  | 60 м         | Винченцо Гверини Луиђи Бенедети | Чечилија Молинари | 3      |
| 2.  | 800 м        |                                 | Зина Бониоло      | 1      |
| 3.  | 60 м препоне | Ђузепе Бутари Серђо Лијани      |                   | 2      |
| 4.  | Скок увис    | Енцо дал Форно                  | Сара Симеони      | 1      |
| 5.  | Скок мотком  | Ренато Дионизи Силвијо Фраквели |                   | 1      |
|     | Укупно (5)   | 7                               | 3                 | 10     |

## Резултати

### Мушкарци
| Атлетичар        | Дисциплина   | Лични рекорд | Квалификације | Квалификације | Полуфинале           | Полуфинале           | Финале               | Финале   | Детаљи |
| Атлетичар        | Дисциплина   | Лични рекорд | Резултат      | Место         | Резултат             | Место                | Резултат             | Место    | Детаљи |
| ---------------- | ------------ | ------------ | ------------- | ------------- | -------------------- | -------------------- | -------------------- | -------- | ------ |
| Винченцо Гверини | 60 м         |              | 6,80 ЛРд      | 3. у гр. 5 КВ | 6,75 ЛРд             | 2. у пф. 2           | 6,84                 | 6. / 33  |        |
| Луиђи Бенедети   | 60 м         |              | 6,81 ЛРСд     | 1. у гр. 6    | 6, ЛРд               | 3. у пф. 3           | Није се квалификовао | 10. / 33 |        |
| Ђузепе Бутари    | 60 м препоне |              | 6,88          | 2. у гр. 4    | 6,96                 | 5.у пф. 2            | Није се квалификовао | 9. / 20  |        |
| Серђо Лијани     | 60 м препоне |              | 7,96 ЛРд      | 4. у гр. 1    | Није се квалификовао | Није се квалификовао | Није се квалификовао | 16. / 24 |        |
| Енцо дел Форно   | Скок увис    |              |               |               |                      |                      | 2,14 ЛРСд            | 9. / 19  |        |
| Ренато Дионизи   | Скок мотком  |              | 5,40 ЛРд      |               |                      |                      |                      |          |        |
| Силвио Траквели  | Скок мотком  |              | 5,10 ЛРд      | 8. / 11 (52)  |                      |                      |                      |          |        |

### Жене
| Атлетичарка       | Дисциплина | Лични рекорд | Квалификације | Квалификације | Полуфинале            | Полуфинале            | Финале                | Финале    | Детаљи |
| Атлетичарка       | Дисциплина | Лични рекорд | Резултат      | Место         | Резултат              | Место                 | Резултат              | Место     | Детаљи |
| ----------------- | ---------- | ------------ | ------------- | ------------- | --------------------- | --------------------- | --------------------- | --------- | ------ |
| Чечилија Молинари | 60 м       |              | 7,59          | 3. у гр 4ЛРСд | Није се квалификовала | Није се квалификовала | Није се квалификовала | +14. / 26 |        |
| Зина Бониоло      | 800 м      |              | 2:10,55 ЛРд   | 6. у гр. 1    |                       |                       | Није се квалификовала | 11. / 11  |        |
| Сара Симеони      | скок увис  |              |               |               |                       |                       | 1,82 4ЛРСд            | 9. / 17   |        |

## Биланс медаља Италије после 4. Европског првенства у дворани 1970—1973.
|     | ЕП     |   |   |   |   | УП  |
| 1.  | 1970.  | 0 | 0 | 0 | 0 |     |
| 2.  | 1971.  | 0 | 0 | 2 | 2 | 12. |
| 3.  | 1972.  | 0 | 0 | 0 | 0 | =17 |
| 4.  | 1973.  | 1 | 0 | 0 | 1 | 13  |
| 1-4 | Укупно | 1 | 0 | 2 | 3 | 13  |
| --- | ------ | - | - | - | - | --- |

|                                        | ЕП                                     |                                        |                                        |                                        |                                        |                                        |
| Није било вишеструких освајача медаља. | Није било вишеструких освајача медаља. | Није било вишеструких освајача медаља. | Није било вишеструких освајача медаља. | Није било вишеструких освајача медаља. | Није било вишеструких освајача медаља. | Није било вишеструких освајача медаља. |
| -------------------------------------- | -------------------------------------- | -------------------------------------- | -------------------------------------- | -------------------------------------- | -------------------------------------- | -------------------------------------- |

## Италијански освајачи медаља после 4. Европског првенства 1970—1973.
|    | Атлетичар/ка   | м | ж | ЕП       | Дисциплина   |   |   |   |   |
| -- | -------------- | - | - | -------- | ------------ | - | - | - | - |
| 1. | Ђани дел Буоно | м |   | 1971.    | 1.500 м      |   |   |   |   |
| 2. | Серђо Лијани   | м |   | 1971.    | 60 м препоне |   |   |   | 2 |
| 3. | Ренато Дионизи | м |   | 1973.    | скок мотком  |   |   |   | 1 |
|    | Укупно         | 3 | 0 | 1970—73. |              | 1 | 0 | 2 | 3 |